# مسرح محمد السادس (وجدة)
مسرح محمد السادس هو مسرح تم تدشينه من طرف الملك محمد السادس في 25 يوليو 2014 بمدينة وجدة. ويهدف هذا المسرح إلى تحسين ولوج الساكنة المحلية لبنيات التنشيط الثقافي والفني، وكل ما يتعلق بذلك من تنمية القدرات الفكرية والطاقات الإبداعية. كما يهدف هذا المسرح إلى تزويد مدينة وجدة وجهة الشرق ككل، بقطب مخصص للتنشيط الفني والترفيه، من شأنه احتضان التظاهرات الثقافية الوطنية الكبرى، وتحفيز بروز المواهب، لاسيما في صفوف الشباب.
يمتد مسرح محمد السادس بوجدة على مساحة إجمالية قدرها 6500 متر مربع، من بينها 4900 متر مربع مغطاة، وقد أنجز بإستثمار إجمالي قدره 80 مليون درهم. وتبلغ طاقته الاستيعابية 1200 مقعد، وقد تم إنجاز هذا المسرح وفق معايير ومواصفات عالية، في إطار الإستراتيجية الوطنية للنهوض بالقطاع المسرحي وتكريس دور البنى الثقافية في تحقيق التنمية.